# Ischiotrichus langi
Ischiotrichus langi är en mångfotingart som först beskrevs av Chamberlin 1927.  Ischiotrichus langi ingår i släktet Ischiotrichus och familjen Spirostreptidae. Inga underarter finns listade i Catalogue of Life.